# Vojna geografija
Vojna geografija je pokušaj razumijevanja geopolitičke sfere unutar vojnog konteksta. Vojna geografija proučava prepreke, zaklone i skrovišta, promatranja, ključne terene, te prilaze napadačkim rovovima.

## Poveznice
- Geopolitika
- Politička geografija